# Rudniki Lackie
Rudniki Lackie (ukr. Рудники) – wieś na Ukrainie, w rejonie mościskim obwodu lwowskiego. Obecnie część miasta Mościska. W II Rzeczypospolitej w powiecie mościskim w woj. lwowskim.